# Hymeniacidon ungodon
Hymeniacidon ungodon är en svampdjursart som beskrevs av de Laubenfels 1932. Hymeniacidon ungodon ingår i släktet Hymeniacidon och familjen Halichondriidae. Inga underarter finns listade i Catalogue of Life.